# Sarra-Dreieck

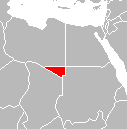
Das Sarra-Dreieck (rot) mit den Grenzen der umliegenden Staaten

Das Sarra-Dreieck (italienisch Triangolo di Sarra; englisch Sarra Triangle; arabisch مثلث صرة, DMG Muṯallaṯ Ṣarra) ist ein seit seiner Abtretung vom Vereinigten Königreich (Anglo-Ägyptischer Sudan) an das Königreich Italien zur damaligen Kolonie Italienisch-Libyen gehörendes Wüstengebiet, das jetzt zum Munizip al-Kufra der Libysch-arabischen Republik gehört.
Das Sarra-Dreieck war jedenfalls seit 1925 Teil des nominellen Kondominats Anglo-Ägyptischer Sudan, denn die Trennlinie zwischen dem französischen und dem britischen Interessengebiet war entlang der Linie gezogen worden, die heute die Grenze zwischen Libyen und dem Tschad bildet. Im Vertrag zwischen dem Vereinigten Königreich und dem Königreich Italien wurde die Abtretung des Sarra-Dreiecks an Italienisch-Libyen vereinbart. Im abgetretenen Gebiet liegt die kleine Oase Maatan as-Sarra.

## Begrenzung
Die Nordwestecke des Anglo-Ägyptischen Sudan bildete ein Dreieck mit nach Westen gerichteter Spitze. Das Gebiet war im Norden in einer in Kairo zwischen dem Britischen Weltreich und dem Khedivat Ägypten geschlossenen Vereinbarung vom 19. Januar 1899 durch den 22. nördlichen Breitengrad begrenzt, jedoch war die Westgrenze nicht festgelegt worden. Ein italienisch-ägyptischer Vertrag aus dem Jahr 1925 legte das Südende der libysch-ägyptischen Grenze auf den Schnittpunkt des 22. nördlichen Breitengrads mit dem 25. östlichen Längengrad fest, womit das Gebiet südlich des 22. Breitengrads zum Anglo-Ägyptischen Sudan gehörte. Die zweite Seite des Dreiecks war entsprechend der heutigen Grenze zum Tschad durch die britisch-französische Erklärung vom 21. März 1899 und ein Abkommen vom 8. September 1919 festgelegt.
In der durch Notenwechsel zustande gekommenen Vereinbarung (Rom, 20. Juli 1934) wurde das rund 30.000 km² umfassende Sarra-Dreieck an Italienisch-Libyen abgetreten.

## Politischer Hintergrund
Im geopolitischen Zeithintergrund wird die Abtretung des für sie wertlosen Sarra-Dreiecks als billiges Werkzeug des britischen Appeasement gegenüber den imperialistischen Bemühungen von Benito Mussolini gesehen. Aus italienischer Sicht handelte es sich um einen Stützpunkt für den Luftverkehr, um Ostafrika aus Libyen zu erreichen, ohne auf fremdem Gebiet landen zu müssen.